# Kosmaczek wierzchotkowy
Kosmaczek wierzchotkowy, jastrzębiec wierzchotkowy (Pilosella cymosa (L.) F.W.Schultz & Sch.Bip.) – gatunek rośliny z rodziny astrowatych. Zasięg obejmuje znaczną część Europy od Francji na wschód po zachodnią Syberię i Kazachstan. W Polsce jest rzadki; występuje na rozproszonych stanowiskach na terenie całego kraju.

## Morfologia
ŁodygaWyprostowana, do 70 cm wysokości, w dolnej części pokryta krótkimi, rudymi włoskami, poza tym gwiazdkowato owłosiona.
LiścieZ wierzchu pokryte włoskami gwiazdkowatymi, spodem – włoskami prostymi.
KwiatyŻółte, zebrane w koszyczki pokryte włoskami gruczołowymi oraz prostymi, te z kolei zebrane w baldaszkowaty kwiatostan.
OwocNiełupka z 10 drobnymi ząbkami na szczycie. Puch kielichowy jednorzędowy z włoskami o równej długości.

## Biologia i ekologia
Bylina, hemikryptofit. Rośnie na łąkach i w murawach kserotermicznych. Kwitnie w czerwcu i lipcu. Gatunek charakterystyczny rzędu Festucetalia valesiacae.

## Ochrona
Gatunek umieszczony na Czerwonej liście roślin i grzybów Polski (2006) w grupie roślin narażonych na wyginięcie (kategoria zagrożenia: V).